# Oxytropis ochrantha
Oxytropis ochrantha är en ärtväxtart som beskrevs av Porphir Kiril Nicolai Stepanowitsch Turczaninow. Oxytropis ochrantha ingår i släktet klovedlar, och familjen ärtväxter.

## Underarter
Arten delas in i följande underarter:
- O. o. albopilosa
- O. o. ochrantha